# Fabian Gmeiner
Fabian Gmeiner (Dornbirn, 27 gennaio 1997) è un calciatore austriaco, difensore dell'Austria Lustenau.

## Carriera

### Club
Gmeiner è cresciuto nel settore giovanile dello Stoccarda, dove ha giocato dal 201 al 2016. Successivamente è stato acquistato dal N.E.C. con cui ha esordito a livello professionistico il 10 settembre 2016 negli ultimi minuti dell'incontro di Eredivisie perso 4-0 contro il PSV.
Nel 2017 ha fatto ritorno in Germania dove ha giocato per due stagioni con l'Amburgo II ed in seguito con lo Sportfreunde Lotte.
Nel 2020 si è trasferito all'Austria Lustenau, con cui ha conquistato la promozione in Bundesliga al termine della stagione 2021-2022.

### Nazionale
Ha giocato numerose partite con le varie nazionali giovanili austriache.

## Statistiche

### Presenze e reti nei club
Statistiche aggiornate al 22 dicembre 2023.
| Stagione        | Squadra            | Campionato      | Campionato | Campionato | Coppe nazionali | Coppe nazionali | Coppe nazionali | Coppe continentali | Coppe continentali | Coppe continentali | Altre coppe | Altre coppe | Altre coppe | Totale | Totale |
| Stagione        | Squadra            | Comp            | Pres       | Reti       | Comp            | Pres            | Reti            | Comp               | Pres               | Reti               | Comp        | Pres        | Reti        | Pres   | Reti   |
| --------------- | ------------------ | --------------- | ---------- | ---------- | --------------- | --------------- | --------------- | ------------------ | ------------------ | ------------------ | ----------- | ----------- | ----------- | ------ | ------ |
| 2016-2017       | N.E.C.             | ED              | 1          | 0          | CO              | 0               | 0               |                    | -                  | -                  |             | -           | -           | 1      | 0      |
| 2017-2018       | Amburgo II         | RL              | 24         | 3          |                 | -               | -               |                    | -                  | -                  |             | -           | -           | 24     | 3      |
| 2018-2019       | Amburgo II         | RL              | 24         | 0          |                 | -               | -               |                    | -                  | -                  |             | -           | -           | 24     | 0      |
| 2019-2020       | Sportfreunde Lotte | RL              | 23         | 0          | CG              | 0               | 0               |                    | -                  | -                  |             | -           | -           | 23     | 0      |
| 2020-2021       | Austria Lustenau   | 2L              | 28         | 0          | CA              | 1               | 0               |                    | -                  | -                  |             | -           | -           | 29     | 0      |
| 2021-2022       | Austria Lustenau   | 2L              | 28         | 0          | CA              | 2               | 0               |                    | -                  | -                  |             | -           | -           | 30     | 0      |
| 2022-2023       | Austria Lustenau   | BL              | 28         | 0          | CA              | 2               | 0               |                    | -                  | -                  |             | -           | -           | 30     | 0      |
| 2023-2024       | Austria Lustenau   | BL              | 16         | 0          | CA              | 3               | 0               |                    | -                  | -                  |             | -           | -           | 19     | 0      |
| Totale carriera | Totale carriera    | Totale carriera | 172        | 3          |                 | 8               | 0               |                    | -                  | -                  |             | -           | -           | 180    | 3      |

## Palmarès

### Club

#### Competizioni nazionali
- 2. Liga: 1

Austria Lustenau: 2021-2022